# Западная Десятая улица (Си-Трейн)
Западная Десятая улица (англ. 10 Street Southwest station) была станцией легкорельсового транспорта Си-Трейна в Калгари, Альберта, Канада. Это была западная конечная остановка маршрута № 202. В 2012 году она была закрыта и заменена станцией Downtown West–Kerby station.
Станция была открыта в 1985 году с открытием северо-восточной линии, эта остановка была конечной остановкой для маршрута 201 до тех пор, пока северо-западная линия не открылась в 1987 году. До тех пор, пока в 2012 году не открылась западная линия до 69 Street Southwest, западная конечная остановка маршрута 202 находилась на этой платформе. Кроме того, некоторые поезда Маршрута 201, идущие на юг, начали поездки сюда. Станция была расположена в западной части зоны бесплатного проезда.
В отличие от других платформ с боковой загрузкой на транзитном торговом центре 7 Avenue S, станция 10 Street была единственной платформой с центральной загрузкой, позволяющей пассажирам садиться с любой стороны станции.
Станция была одной из шести станций в центре города, которые планировалось отремонтировать в рамках следующего этапа проекта по реконструкции Седьмого проспекта в Calgary Transit. Станция прошла проектное исследование в 2006 году, и в то время была выбрана в качестве следующей станции в центре города, которая будет перестроена и расширена для обслуживания четырех автомобильных поездов. Строительство новой станции было отложено в 2007 году с одобрения финансирования для Западного LRT и было построено, когда расширение Западного LRT начало строительство в конце 2009 года. Новая станция расположена в одном квартале к западу от нынешней станции и спроектирована как станция двойной боковой загрузки с дизайном, аналогичным остальным отремонтированным станциям в центре города.
В неизвестный день в 2012 году на сайте города Калгари была размещена страница в формате .pdf о переименовании этой станции. Вместо того, чтобы называться «11 Street SW», новое официальное название станции будет Downtown West – Kerby. 15 сентября 2012 года эта станция была навсегда закрыта и удалена при подготовке к перестройке путей между 9 и 10 Streets W.